# Mojero
Mojero (rusky Мойеро) je řeka v Evenckém rajónu v Krasnojarském kraji v Rusku. Je dlouhá 825 km. Povodí řeky má rozlohu 30 900 km².

## Průběh toku
Protéká přes Středosibiřskou vrchovinu převážně severním směrem. Na středním toku překonává mnoho peřejí, z nichž největší je říční práh Mugdeken. Ústí zprava do Kotuje (povodí Chatangy).

### Přítoky
Nejvýznamnějším přítokem je Mojerokon.

## Vodní režim
Zdrojem vody jsou sněhové a dešťové srážky. Zamrzá v říjnu a rozmrzá na konci května až v červnu. Nejvyšších vodních stavů dosahuje od května do srpna.

## Využití
Vodní doprava je možná na malých lodích na dolním toku.